# エール (FUNKY MONKEY BΛBY'Sの曲)
「エール」は、FUNKY MONKEY BΛBY'Sの楽曲で、22枚目のシングル。2021年9月22日に発売。発売元はドリーミュージック。

## 概要
同グループ約8年ぶりの再結成後、初のシングル。
ジャケットには、お笑いコンビ「千鳥」の大悟が起用され、大悟本人も表題曲のミュージックビデオに出演している。
表題曲は、2021年8月30日放送のTBS系『CDTVライブ!ライブ! 夏フェス2021』 第2夜の「ファンモン Fes.」でリリース前に初披露された。

## 収録曲
| #         | タイトル               | 作詞                | 作曲                                                 | 編曲      | 時間 |
| --------- | ---------------------- | ------------------- | ---------------------------------------------------- | --------- | ---- |
| 1.        | 「エール」             | FUNKY MONKEY BΛBY'S | FUNKY MONKEY BΛBY'S、田中隼人、大知正紘              | 田中隼人  | 4:19 |
| 2.        | 「今だってI LOVE YOU」 | FUNKY MONKEY BΛBY'S | FUNKY MONKEY BΛBY'S、NAO the LAIZA、クレハリュウイチ |           | 3:17 |
| 合計時間: | 合計時間:              | 合計時間:           | 合計時間:                                            | 合計時間: | 7:36 |